# Glyphochloa ratnagirica
Glyphochloa ratnagirica är en gräsart som först beskrevs av B.G.Kulk. och Koppula Hemadri, och fick sitt nu gällande namn av Clayton. Glyphochloa ratnagirica ingår i släktet Glyphochloa och familjen gräs. Inga underarter finns listade i Catalogue of Life.